# Иаков (Заика)
Епископ Иаков (в миру Иван Михайлович Заика; 25 сентября 1900, село Косенев, Новоград-Волынский уезд, Волынская губерния — 18 марта 1983, село Полонное, Хмельницкая область) — епископ Русской православной церкви, епископ Черниговский и Нежинский.

## Биография
Родился 25 сентября 1900 года в селе Косенев Новоград-Волынского уезда Волынского уезда (ныне Новоград-Волынский район Житомирской области) в семье бедного крестьянина-хлебопашца.
В 1918 году во время эпидемии тифа скончался его отец. После смерти отца он сам четыре раза болел тифом. В последний раз родные его уже оплакивали как мёртвого.
В 1920 году, чувствуя себя ещё очень слабым после перенесенных болезней, он решил пойти в Почаевскую Лавру с целью паломничества и, если можно, остаться в ней.
Юноша был принят и ему поручили огородное послушание. Из-за слабости здоровья ему было очень трудно исполнять и он хотел оставить Лавру, но со дня на день откладывал это намерение.
В июле 1920 года Почаевская Лавра оказалась за пределами России (вошла в границы Польши).
Здесь в Лавре 17 (30) марта 1925 года он был пострижен в монашество и в том же году 25 апреля архиепископом Пинским и Полесским Александром (Иноземцевым) рукоположен во иеродиакона. Архиепископом Кременецким Симоном (Ивановским) рукоположён во иеромонаха. Возведён в сан архимандрита, упоминается ризничным Почаевской Лавры.
С 1941 года — в юрисдикции Украинской автономной православной церкви.
В 1946 году он был вызван из Лавры в Киев.
Решением Патриарха Алексия I и Священного Синода назначен епископом Винницким и Брацлавским.
1 февраля 1947 года во Владимирском соборе Киева после всенощного бдения наречён во епископа Винницкого и Брацлавского.
20 января (2 февраля) 1947 года в Киеве хиротонисан во епископа Винницкого и Брацлавского. Хиротонию совершали: митрополит Киевский и Галицкий Иоанн (Соколов), епископ Каменец-Подольский Панкратий (Кашперук) и епископ Уманский Нифонт (Сапожков).
В первый же год архиерейства он сильно простудился в неотапливаемом соборе и заболел двухсторонним плевритом.
18 ноября 1948 года был назначен епископом Черниговским и Нежинским. Здесь болезнь его усилилась, так как кафедральный собор также был неотапливаемым. К прежней болезни прибавились новые: радикулит, закупорка вен на ногах, болезнь желудка и другие. В результате такого болезненного состояния 17 ноября 1953 года он был уволен на покой.
До 1957 года жил в Чернигове, а затем приобрёл небольшой домик в городе Полонном, в котором жил до кончины. Болезни его с каждым годом все усиливались. Он перенес воспаление легких, страдал цингой и головными болями, появилась болезнь сердца и другие. Страдания переносил терпеливо, уповая на милость Божию.
Скончался 18 марта 1983 года. Погребён на городском кладбище города Полонное.